# NK Varaždin (2012)
NK Varaždin er en kroatisk fodboldklub i Varaždin, der konkurerer i Prva HNL, som er landets topdivision.

## Historiske slutplaceringer
| Sæson   | Niveau | Liga      | Placering | Kilder |
| ------- | ------ | --------- | --------- | ------ |
| 2017–18 | 2.     | 2. HNL    | 2.        | [ 1 ]  |
| 2018–19 | 2.     | 2. HNL    | 1.        | [ 2 ]  |
| 2019–20 | 1.     | Prva HNL  | 8.        | [ 3 ]  |
| 2020-21 | 1.     | Prva HNL  | 10.       | [ 4 ]  |
| 2021–22 | 2.     | 2. HNL    | 1.        | [ 5 ]  |
| 2022-23 | 1.     | Superliga | 6.        |        |